# Sekundærrute 519
De Sekundærrute 519 is een secundaire weg in Denemarken. De weg loopt van Nibe via Støvring en Skørping naar Hadsund. De Sekundærrute 519 loopt door Noord-Jutland en is ongeveer 45 kilometer lang.